# Lucius Arruntius Camillus Scribonianus
Lucius Arruntius Camillus Scribonianus († 42 n. Chr. in Issa) war ein römischer Senator des 1. Jahrhunderts n. Chr.

## Leben
Scribonianus entstammte der illustren patrizischen Familie der Furier und war ein Nachfahre des römischen Feldherrn und mehrfachen Konsuls Marcus Furius Camillus, der als großer Held der frühen  Republikszeit betrachtet wurde. Vermutlich war er ein Sohn des Marcus Furius Camillus (Konsul 8 n. Chr.) und wurde von Lucius Arruntius (Konsul 6 n. Chr.) adoptiert. Laut Tacitus war Letzterer sehr vermögend, wagemutig und beliebt, Eigenschaften, die ihn als einen möglichen Nachfolger von Augustus erscheinen ließen. Scribonianus’ Schwester Livia Medullina war mit dem späteren Kaiser Claudius verlobt, starb aber Sueton zufolge an ihrem Hochzeitstag. Im Jahr 32 war Scribonianus consul ordinarius mit Gnaeus Domitius Ahenobarbus, dem Vater des späteren Kaisers Nero. Unter Kaiser Caligula und dessen Nachfolger Claudius war er Statthalter (legatus Augusti pro praetore) von Dalmatien.
Als der Senator Gaius Appius Iunius Silanus 42 n. Chr. auf Betreiben seiner Stieftochter, der Kaiserin Messalina, hingerichtet wurde, kam es zu einer Verschwörung gegen Kaiser Claudius. Der in dieses Komplott verwickelte Senator Lucius Annius Vinicianus brauchte militärische Unterstützung und stiftete Scribonius, der die siebte und elfte Legion unter seinem Kommando hatte, zum Abfall von Claudius an. Scribonianus versprach, dem Senat seine frühere Macht zurückzugeben, wodurch er zahlreiche Ritter und Senatoren auf seine Seite ziehen konnte. Aufgrund schlechter Omina sollen seine Truppen aber zunehmend von abergläubischer Furcht befallen worden sein. Der Putsch brach jedenfalls nach fünf Tagen zusammen, als die Soldaten Scribonianus nicht folgen wollten. Er floh auf die Insel Issa und wurde dort laut Tacitus von dem Soldaten Volaginius getötet; hingegen gibt Cassius Dio an, dass Scribonianus sich selbst umbrachte. Seine Gemahlin wurde verbannt, sein Name auf Inschriften getilgt, sein Mitverschwörer Aulus Caecina Paetus nach Rom gebracht und dort zum Tod verurteilt.